# Denmark Open 1989
Die Denmark Open 1989 waren eines der Top-10-Turniere des Jahres im Badminton in Europa. Sie fanden Ende Oktober 1989 in Højbjerg statt.

## Sieger und Platzierte
| Disziplin    | Gold                          | Silber                             | Bronze                                |
| ------------ | ----------------------------- | ---------------------------------- | ------------------------------------- |
| Herreneinzel | Morten Frost                  | Zhao Jianhua                       | Foo Kok Keong                         |
| Herreneinzel | Morten Frost                  | Zhao Jianhua                       | Poul-Erik Høyer Larsen                |
| Dameneinzel  | Tang Jiuhong                  | Han Aiping                         | Christine Magnusson                   |
| Dameneinzel  | Tang Jiuhong                  | Han Aiping                         | Kirsten Larsen                        |
| Herrendoppel | Li Yongbo Tian Bingyi         | Jalani Sidek Razif Sidek           | Max Gandrup Thomas Lund               |
| Herrendoppel | Li Yongbo Tian Bingyi         | Jalani Sidek Razif Sidek           | Jan Paulsen Henrik Svarrer            |
| Damendoppel  | Guan Weizhen Lin Ying         | Gillian Clark Gillian Gowers       | Dorte Kjær Nettie Nielsen             |
| Damendoppel  | Guan Weizhen Lin Ying         | Gillian Clark Gillian Gowers       | Maria Bengtsson Christine Gandrup     |
| Mixed        | Jesper Knudsen Nettie Nielsen | Pär-Gunnar Jönsson Maria Bengtsson | Jan Paulsen Gillian Gowers            |
| Mixed        | Jesper Knudsen Nettie Nielsen | Pär-Gunnar Jönsson Maria Bengtsson | Jon Holst-Christensen Marlene Thomsen |

## Finalresultate
| Disziplin    | Sieger                        | Finalist                           | Ergebnis     |
| ------------ | ----------------------------- | ---------------------------------- | ------------ |
| Herreneinzel | Morten Frost                  | Zhao Jianhua                       | 15–12, 15–13 |
| Dameneinzel  | Tang Jiuhong                  | Han Aiping                         | 11–0, 11–1   |
| Herrendoppel | Li Yongbo Tian Bingyi         | Jalani Sidek Razif Sidek           | 15–10, 15–11 |
| Damendoppel  | Guan Weizhen Lin Ying         | Gillian Gowers Gillian Clark       | 15–1, 15–3   |
| Mixed        | Jesper Knudsen Nettie Nielsen | Pär-Gunnar Jönsson Maria Bengtsson | 15–6, 15–6   |

## Ergebnisse

### Herreneinzel
- Foo Kok Keong –  Kent Wæde Hansen: 15-7 / 15-2
- Park Sung-woo –  Anders Nielsen: 17-15 / 15-10
- Ulf Johansson –  Claus Overbeck: 15-11 / 15-4
- Torben Carlsen –  Edwin van Dalm: 15-7 / 15-11
- Jens Peter Nierhoff –  Jonas Herrgårdh: 15-5 / 15-12
- Johnny Sørensen –  Koji Miya: 15-12 / 15-7
- Thomas Kirkegaard –  Jin Feng: 15-9 / 15-8
- Søren B. Nielsen –  Anders Nielsen: 15-11 / 17-14
- Claus Thomsen –  Michael Søgaard: 15-7 / 15-2
- Michael Kjeldsen –  Pontus Jäntti: 9-15 / 15-8 / 15-7
- Hiroshi Nishiyama –  Yoo Dae Yun: 15-6 / 15-7
- Steve Butler –  Thomas Madsen: 15-17 / 15-8 / 15-2
- Jyri Aalto –  Lars Pedersen: 17-15 / 15-4
- Bram Fernardin –  Jan S. Andersen: 15-5 / 15-6
- Pierre Pelupessy –  Jörgen Tuvesson: 15-11 / 15-13
- Poul-Erik Høyer Larsen –  Chris Jogis: 15-5 / 15-10
- Morten Frost –  Rob Stalenhoef: 15-1 / 15-5
- Juang Jayadi –  Rusmanto: 15-4 / 10-15 / 15-6
- Darren Hall –  Peter Espersen: 15-9 / 15-4
- Thomas Stuer-Lauridsen –  Peter Axelsson: 15-5 / 10-15 / 15-8
- Foo Kok Keong –  Park Sung-woo: 9-15 / 15-4 / 15-4
- Ulf Johansson –  Torben Carlsen: 17-16 / 12-15 / 15-9
- Jens Peter Nierhoff –  Johnny Sørensen: 15-9 / 15-11
- Søren B. Nielsen –  Thomas Kirkegaard: 10-15 / 15-8 / 15-8
- Michael Kjeldsen –  Claus Thomsen: 15-6 / 15-3
- Steve Butler –  Hiroshi Nishiyama: 15-6 / 8-15 / 15-7
- Bram Fernardin –  Jyri Aalto: 15-2 / 7-15 / 15-10
- Poul-Erik Høyer Larsen –  Pierre Pelupessy: 15-7 / 15-8
- Ib Frederiksen –  Pär-Gunnar Jönsson: 15-4 / 15-11
- Nils Skeby –  Nick Yates: 10-15 / 15-11 / 15-11
- Zhao Jianhua –  Jens Olsson: 15-12 / 15-9
- Morten Frost –  Juang Jayadi: 15-7 / 15-6
- Darren Hall –  Thomas Stuer-Lauridsen: 0-15 / 15-13 / 17-15
- Foo Kok Keong –  Ulf Johansson: 15-2 / 1-0
- Jens Peter Nierhoff –  Søren B. Nielsen: 15-3 / 6-15 / 15-3
- Michael Kjeldsen –  Steve Butler: 13-5 / 1-0
- Poul-Erik Høyer Larsen –  Bram Fernardin: 15-7 / 15-4
- Ib Frederiksen –  Rashid Sidek: 7-15 / 15-6 / 15-8
- Zhao Jianhua –  Nils Skeby: 15-7 / 15-5
- Morten Frost –  Darren Hall: 15-3 / 15-2
- Foo Kok Keong –  Jens Peter Nierhoff: 15-4 / 6-15 / 15-7
- Poul-Erik Høyer Larsen –  Michael Kjeldsen: 11-15 / 15-11 / 15-7
- Zhao Jianhua –  Ib Frederiksen: 15-8 / 15-6
- Morten Frost –  Foo Kok Keong: 14-17 / 15-3 / 15-11
- Zhao Jianhua –  Poul-Erik Høyer Larsen: 15-8 / 15-2
- Morten Frost –  Zhao Jianhua: 15-12 / 15-13

### Dameneinzel
- Han Aiping –  Hwa Jung-eun: 11-5 / 11-4
- Charlotte Hattens –  Erica van den Heuvel: 11-3 / 11-6
- Helle Andersen –  Helen Troke: 11-9 / 1-0
- Jihyun Marr –  Charlotta Wihlborg: 12-11 / 10-12 / 11-8
- Christine Magnusson –  Maiken Mørk: 12-10 / 11-1
- Kerstin Weinbörner –  Mayumi Kogai: 11-8 / 11-7
- Pernille Nedergaard –  Tanja Berg: 11-4 / 11-3
- Astrid van der Knaap –  Trine Johansson: 11-2 / 11-1
- Lisbet Stuer-Lauridsen –  Margit Borg: 11-8 / 11-9
- Shon Hye-joo –  Eline Coene: 12-9 / 11-8
- Suzanne Louis-Lane –  Camilla Martin: 3-11 / 11-7 / 12-10
- Kirsten Larsen –  Kazue Hoshi: 11-0 / 11-0
- Katrin Schmidt –  Marian Christiansen: 11-2 / 11-5
- Fiona Elliott –  Helene Kirkegaard: 11-5 / 11-0
- Tang Jiuhong –  Ann Sandersson: w.o.
- Han Aiping –  Charlotte Hattens: 0-11 / 11-5 / 11-6
- Jihyun Marr –  Helle Andersen: 11-5 / 11-6
- Pernille Nedergaard –  Astrid van der Knaap: 11-1 / 11-2
- Lisbet Stuer-Lauridsen –  Shon Hye-joo: 12-9 / 5-11 / 12-10
- Kirsten Larsen –  Suzanne Louis-Lane: 11-8 / 7-11 / 12-10
- Christine Magnusson –  Kerstin Weinbörner: w.o.
- Fiona Elliott –  Katrin Schmidt: w.o.
- Han Aiping –  Jihyun Marr: 11-7 / 12-11
- Christine Magnusson –  Pernille Nedergaard: 11-6 / 12-10
- Kirsten Larsen –  Lisbet Stuer-Lauridsen: 11-7 / 9-11 / 11-7
- Tang Jiuhong –  Fiona Elliott: 11-5 / 11-5
- Han Aiping –  Christine Magnusson: 11-6 / 11-5
- Tang Jiuhong –  Kirsten Larsen: 11-5 / 11-5
- Tang Jiuhong –  Han Aiping: 11-0 / 11-1

### Herrendoppel
- Li Yongbo /  Tian Bingyi –  Jonas Herrgårdh /  Robert Larsson: 15-9 / 15-7
- Henrik Lunde /  Torben Rasmussen –  Christian Jakobsen /  Thomas Stuer-Lauridsen: 12-15 / 15-11 / 17-14
- Mark Christiansen /  Michael Kjeldsen –  Park Sung-woo /  Yoo Dae Yun: 15-3 / 15-4
- Torben Carlsen /  Nils Skeby –  Rob Stalenhoef /  Edwin van Dalm: 15-13 / 15-9
- Pär-Gunnar Jönsson /  Jens Olsson –  Peter Buch /  Peter Busch Jensen: 15-10 / 15-11
- Kent Wæde Hansen /  Jacob Thygesen –  Chris Jogis /  Benny Lee: 7-15 / 15-8 / 15-4
- Max Gandrup /  Thomas Lund –  Henrik Hyldgaard /  András Piliszky: 12-15 / 15-2 / 15-9
- Thomas Kirkegaard /  Claus Thomsen –  Peter Bush /  Geoff Dixon: 15-4 / 15-11
- Lars Kaalk Andersen /  Karsten Schulz –  Kang Kyung-jin /  Lee Yong-sun: 15-7 / 18-17
- Steen Fladberg /  Jesper Knudsen –  Peter Axelsson /  Mikael Rosén: 15-7 / 15-13
- Michael Brown /  Andy Goode –  Koji Miya /  Hiroshi Nishiyama: 15-12 / 10-15 / 15-12
- Jan Paulsen /  Henrik Svarrer –  Thomas Madsen /  Johnny Sørensen: 15-10 / 18-17
- Morten Knudsen /  Lars Pedersen –  Magnus Boroy /  Per Flennborg: 10-15 / 18-16 / 15-9
- Jon Holst-Christensen /  Jens Peter Nierhoff –  Stellan Österberg /  Rikard Rönnblom: 15-9 / 15-7
- Alex Meijer /  Pierre Pelupessy –  Peter Knudsen /  Peter Lehwald: 15-12 / 15-11
- Jalani Sidek /  Razif Sidek –  Choi Ji-tae /  Kim Hee-chun: 15-11 / 15-1
- Li Yongbo /  Tian Bingyi –  Henrik Lunde /  Torben Rasmussen: 15-5 / 15-6
- Mark Christiansen /  Michael Kjeldsen –  Torben Carlsen /  Nils Skeby: 15-7 / 15-9
- Pär-Gunnar Jönsson /  Jens Olsson –  Kent Wæde Hansen /  Jacob Thygesen: 15-5 / 15-7
- Max Gandrup /  Thomas Lund –  Thomas Kirkegaard /  Claus Thomsen: 15-7 / 15-5
- Steen Fladberg /  Jesper Knudsen –  Lars Kaalk Andersen /  Karsten Schulz: 15-11 / 15-12
- Jan Paulsen /  Henrik Svarrer –  Michael Brown /  Andy Goode: 15-10 / 15-7
- Jon Holst-Christensen /  Jens Peter Nierhoff –  Morten Knudsen /  Lars Pedersen: 15-11 / 15-3
- Jalani Sidek /  Razif Sidek –  Alex Meijer /  Pierre Pelupessy: 15-5 / 15-5
- Li Yongbo /  Tian Bingyi –  Mark Christiansen /  Michael Kjeldsen: 15-7 / 11-15 / 17-16
- Max Gandrup /  Thomas Lund –  Pär-Gunnar Jönsson /  Jens Olsson: 15-9 / 15-5
- Jan Paulsen /  Henrik Svarrer –  Steen Fladberg /  Jesper Knudsen: 17-15 / 15-10
- Jalani Sidek /  Razif Sidek –  Jon Holst-Christensen /  Jens Peter Nierhoff: 15-10 / 15-2
- Li Yongbo /  Tian Bingyi –  Max Gandrup /  Thomas Lund: 15-10 / 15-4
- Jalani Sidek /  Razif Sidek –  Jan Paulsen /  Henrik Svarrer: 15-13 / 15-5
- Li Yongbo /  Tian Bingyi –  Jalani Sidek /  Razif Sidek: 15-10 / 15-11

### Damendoppel
- Marian Christiansen /  Suzanne Louis-Lane –  Annette Bernth /  Lise Kissmeyer: 10-15 / 15-11 / 17-14
- Lotte Olsen /  Gitte Paulsen –  Karin Ericsson /  Charlotta Wihlborg: 15-4 / 15-3
- Gillian Clark /  Gillian Gowers –  Pernille Dupont /  Grete Mogensen: 8-15 / 15-13 / 15-6
- Janni Pedersen /  Helle Stærmose –  Margit Borg /  Lilian Druve (Johansson): 13-15 / 15-8 / 15-9
- Kazue Hoshi /  Mayumi Kogai –  Charlotte Madsen /  Anne Mette Bille: 5-15 / 15-11 / 15-8
- Jihyun Marr /  Park Soo-yun –  Katrin Schmidt /  Kerstin Weinbörner: w.o.
- Dorte Kjær /  Nettie Nielsen –  Jihyun Marr /  Park Soo-yun: 15-3 / 15-4
- Lotte Olsen /  Gitte Paulsen –  Marian Christiansen /  Suzanne Louis-Lane: 15-4 / 15-6
- Gillian Clark /  Gillian Gowers –  Janni Pedersen /  Helle Stærmose: 15-5 / 15-2
- Eline Coene /  Erica van den Heuvel –  Kazue Hoshi /  Mayumi Kogai: 15-11 / 15-6
- Hwa Jung-eun /  Shon Hye-joo –  Trine Johansson /  Marlene Thomsen: 18-15 / 12-15 / 15-9
- Maria Bengtsson /  Christine Magnusson –  Tanja Berg /  Susanne Ejlersen: 15-6 / 15-2
- Lin Ying /  Guan Weizhen –  Monique Hoogland /  Astrid van der Knaap: w.o.
- Lin Ying /  Guan Weizhen –  Helene Kirkegaard /  Camilla Martin: 15-5 / 15-12
- Dorte Kjær /  Nettie Nielsen –  Lotte Olsen /  Gitte Paulsen: 15-7 / 15-2
- Gillian Clark /  Gillian Gowers –  Eline Coene /  Erica van den Heuvel: 15-6 / 15-11
- Maria Bengtsson /  Christine Magnusson –  Hwa Jung-eun /  Shon Hye-joo: 17-14 / 15-7
- Lin Ying /  Guan Weizhen –  Dorte Kjær /  Nettie Nielsen: 17-14 / 15-6
- Gillian Clark /  Gillian Gowers –  Maria Bengtsson /  Christine Magnusson: 15-2 / 17-15
- Lin Ying /  Guan Weizhen –  Gillian Clark /  Gillian Gowers: 15-1 / 15-3

### Mixed
- Henrik Svarrer /  Dorte Kjær –  Choi Ji-tae /  Shon Hye-joo: 15-3 / 15-12
- Michael Søgaard /  Lotte Olsen –  Anders Nielsen /  Charlotte Madsen: 15-8 / 18-15
- Robert Larsson /  Margit Borg –  Peter Busch Jensen /  Helene Kirkegaard: 15-12 / 17-14
- Jon Holst-Christensen /  Marlene Thomsen –  Andy Goode /  Gillian Clark: 15-4 / 15-9
- Jens Olsson /  Karin Ericsson –  Steen Fladberg /  Anne Mette Bille: 7-15 / 17-16 / 18-17
- Karsten Schulz /  Gitte Søgaard –  Kim Hee-chun /  Hwa Jung-eun: 15-5 / 15-11
- Michael Brown /  Fiona Elliott –  Claus Overbeck /  Marianne Friis: 15-9 / 15-13
- Jesper Knudsen /  Nettie Nielsen –  Kent Wæde Hansen /  Lise Kissmeyer: 15-7 / 15-7
- Pär-Gunnar Jönsson /  Maria Bengtsson –  Mark Christiansen /  Marian Christiansen: 15-10 / 15-4
- Max Gandrup /  Grete Mogensen –  Alex Meijer /  Erica van den Heuvel: 18-15 / 15-5
- Henrik Svarrer /  Dorte Kjær –  Michael Søgaard /  Lotte Olsen: 15-11 / 15-9
- Jon Holst-Christensen /  Marlene Thomsen –  Robert Larsson /  Margit Borg: 15-1 / 15-4
- Jens Olsson /  Karin Ericsson –  Karsten Schulz /  Gitte Søgaard: 15-8 / 15-3
- Jesper Knudsen /  Nettie Nielsen –  Michael Brown /  Fiona Elliott: 15-2 / 6-15 / 15-9
- Thomas Lund /  Pernille Dupont –  Torben Carlsen /  Gitte Paulsen: 15-9 / 15-5
- Jan Paulsen /  Gillian Gowers –  Peter Buch /  Charlotte Bornemann: 15-1 / 15-8
- Pär-Gunnar Jönsson /  Maria Bengtsson –  Max Gandrup /  Grete Mogensen: 15-6 / 15-12
- Jon Holst-Christensen /  Marlene Thomsen –  Henrik Svarrer /  Dorte Kjær: 15-9 / 18-16
- Jesper Knudsen /  Nettie Nielsen –  Jens Olsson /  Karin Ericsson: 15-5 / 15-5
- Jan Paulsen /  Gillian Gowers –  Thomas Lund /  Pernille Dupont: 18-14 / 15-13
- Pär-Gunnar Jönsson /  Maria Bengtsson –  Jon Holst-Christensen /  Marlene Thomsen: 15-13 / 15-5
- Jesper Knudsen /  Nettie Nielsen –  Jan Paulsen /  Gillian Gowers: 18-17 / 8-15 / 15-4
- Jesper Knudsen /  Nettie Nielsen –  Pär-Gunnar Jönsson /  Maria Bengtsson: 15-6 / 15-6